# Ražniči

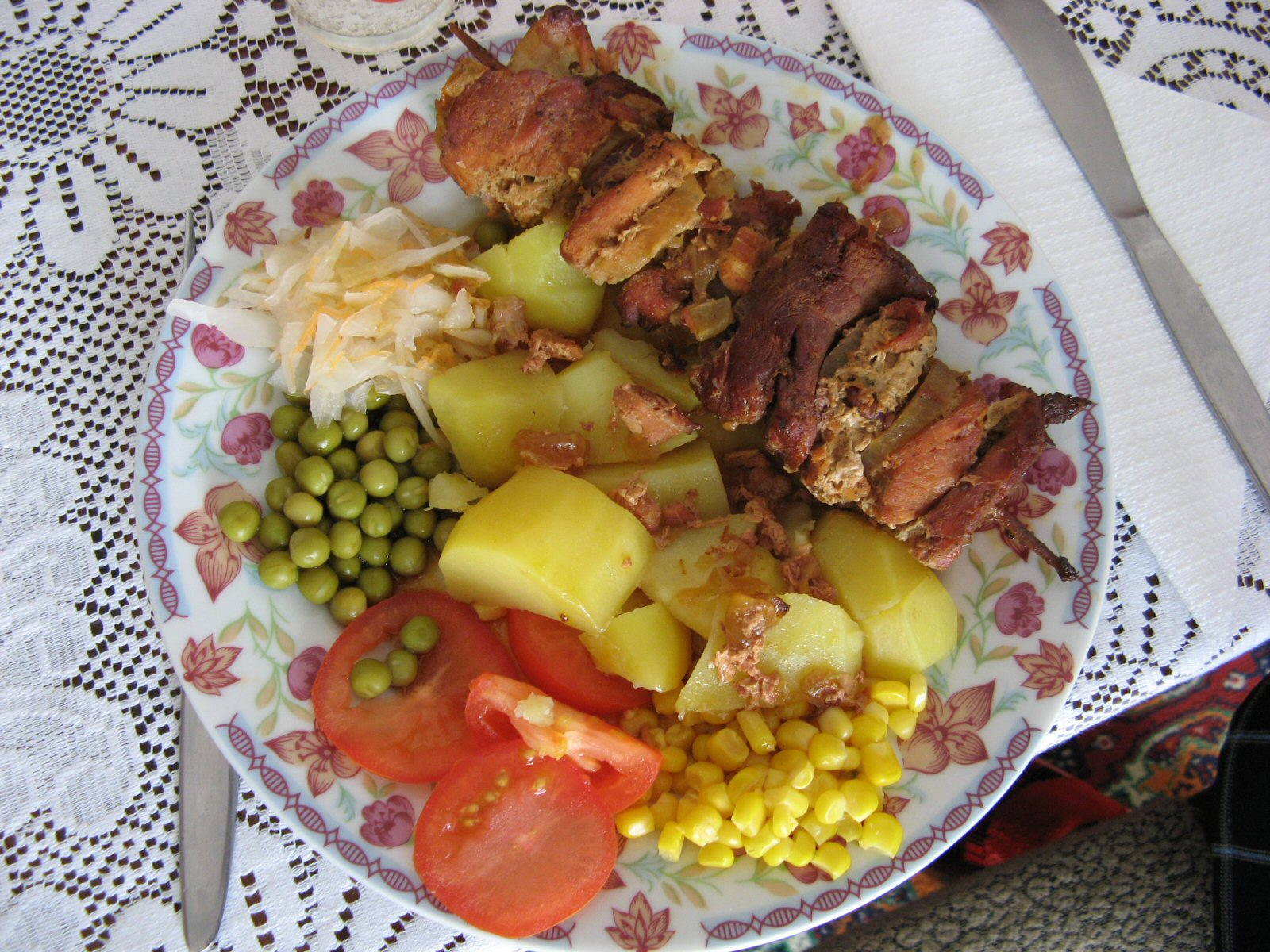

I ražnjići o ražniči (in cirillico serbo ражњићи) sono un piatto tipico della Serbia e dei paesi della ex-Jugoslavia ma ampiamente diffuso anche nelle province di Trieste e Gorizia e, meno, in quella di Udine.

## Descrizione
Sono spiedini di carne, cipolle e peperoni cotti alla griglia. La carne più usata per i ražnjići è quella di maiale, ma si possono preparare anche con carne di pecora o agnello. Solitamente si gustano con l'ajvar, una salsa piccante preparata con peperoni rossi macinati e spezie. Spesso vengono serviti assieme ai ćevapčići, polpettine oblunghe cotte alla griglia di carne macinata mista a spezie.